# Yolandi Visser
Anri du Toit, meglio conosciuta come Yolandi Visser (nome stilizzato in ¥o-landi Vi$$er) (Port Alfred, 1º dicembre 1984), è una cantante, rapper e attrice sudafricana.
Insieme a Ninja (Watkin Tudor Jones) e DJ Hi-Tek fa parte del gruppo rap-rave sudafricano Die Antwoord. Ha anche fatto parte dei gruppi MaxNormal.TV e The Constructus Corporation.

## Biografia
Anri du Toit è nata in una piccola città sudafricana chiamata Port Alfred. Fu adottata quando ancora era una bambina. Suo padre era un sacerdote e sua madre non aveva un lavoro, erano dei tradizionalisti del folklore afrikaner.
Abbandonò l'ambiente familiare a soli 16 anni, trasferendosi a Pretoria ed iscrivendosi in una nuova scuola, dove conobbe un ragazzo di nome Markus, molto bravo nel campo della musica elettronica. Markus decise di registrare alcuni brani mixando la voce di Anri alle sue basi. In seguito Anri rimase colpita dal lavoro e iniziò a maturare l'idea di fare musica.
Finita la scuola, si trasferì a Città del Capo dove incontrò Watkin Tudor Jones (Ninja), che dopo aver sentito la voce di Anri nei precedenti lavori prodotti dal suo amico Markus, decise di creare con lei un gruppo rap. Dopo vari lavori e progetti, nel 2008, crearono con DJ Hi-Tek il loro gruppo di maggior successo, i Die Antwoord.

### MaxNormal.TV
Dal 2001 al 2002 e dal 2007 al 2008 partecipa al gruppo rap capeggiato da Watkin Tudor Jones (allora conosciuto come Max Normal). Per questo progetto pubblicarono tre album: Songs from the Mall (2001), Rap Made Easy (2007) e Good Morning South Africa (2008)

### The Constructus Corporation
Dal 2002 al 2003 Yo-Landi fece parte al progetto The Constructus Corporation insieme a Watkin Tudor Jones, che nel dicembre 2002 pubblicarono un concept album/racconto grafico chiamato The Ziggurat.

### Die Antwoord
Die Antwoord è il progetto finale in cui prende partecipazione la cantante e rapper insieme a Ninja e DJ Hi-Tek, nel 2008. Debuttano con l'album $O$, pubblicato nel 2009, rendendolo scaricabile gratuitamente sul loro sito, e grazie al video del singolo estratto dal primo album, Enter the Ninja, raggiungono popolarità sul web attirando gli sguardi di moltissimi. Un anno dopo, tornano con l'EP 5 e nel 2012 procedono pubblicando il secondo album, Ten$Ion, dove affermano nuovamente la loro stilistica (ZEF) che mixa in un solo genere le diverse culture che si possono ritrovare in Sudafrica, riscontrando un gran successo. Il gruppo torna in gran forma con il terzo album, Donker Mag, pubblicato il 3 giugno 2014 e anticipato dai singoli Cookie Thumper! (18 giugno 2013) e Pitbull Terrier (20 maggio 2014). Yo-Landi nel gruppo canta e rappa in afrikaans, inglese e xhosa.

## Discografia

### Con i MaxNormal.TV
- 2001 – Songs from the Mall
- 2007 – Rap Made Easy
- 2008 – Good Morning South Africa

### Con i The Constructus Corporation
- 2002 – The Ziggurat

### Con i Die Antwoord
- 2009 – $O$
- 2012 – Ten$Ion
- 2014 – Donker Mag
- 2016 – Suck On This: The Mixtape[4]
- 2016 – Mount Ninji and Da Nice Time Kid
- 2017 – MADE BY GOD
- 2020 – House of Zef

## Filmografia
- Humandroid (Chappie), regia di Neill Blomkamp (2015)[5]

## Vita privata
Yolandi Visser ha una figlia di nome Sixteen Jones, nata nel 2006 dalla relazione con Ninja.